# Susanne Nielsson
Susanne Nielsson (danès: Susanne Schultz Nielsson (-Feldsgaard, -Hansen))  (Aarhus, 8 de juliol de 1960) és una nedadora danesa, ja retirada, especialista en braça, que va competir durant les dècades de 1970 i 1980.
El 1976 va prendre part en els Jocs Olímpics d'Estiu de Montreal on va prendre part en dues proves del programa de natació. Fot dotzena en els 100 metres braça i catorzena en els 200 metres braça. Quatre anys més tard, als Jocs de Moscou, va tornar a disputar les dues proves de braça del programa de natació. En els 100 metres braça va guanyar la medalla de bronze, mentre en els 200 metres braça fou quarta, rere tres nedadores soviètiques.
En el seu palmarès també destaca una medalla de bronze en el Campionat del Món de natació de 1978 i una de plata al Campionat d'Europa de 1977.
Entre 1974 i 1983 va guanyar més de 90 campionats danesos i va establir més de 100 rècords danesos. No va ser fins al 2002 quan va ser superat el seu darrer rècord danès.